# HMS Volage (R41)
Lo HMS Volage (pennant number R41) fu un cacciatorpediniere della Royal Navy britannica, appartenente alla classe V ed entrato in servizio nel maggio 1944.
Nel corso della seconda guerra mondiale la nave operò brevemente in missioni di scorta nel teatro bellico dell'Artico per poi essere trasferita, all'inizio del 1945, in forza alla Eastern Fleet con cui operò nel teatro dell'Oceano Indiano; nel dopoguerra fu tra le navi rimaste coinvolte nel controverso incidente del canale di Corfù del 22 ottobre 1946.
Ricostruito come fregata della classe Type 15, il Volage fu radiato dal servizio attivo nel 1956 e quindi avviato alla demolizione nel 1972.

## Storia

### La seconda guerra mondiale
Ordinata ai cantieri della J. Samuel White di Cowes il 1º settembre 1941, la nave fu impostata il 31 dicembre 1942 e quindi varata il 15 dicembre 1943 con il nome di Volage ("volubile" in lingua inglese), quinta unità della Royal Navy a portare questo nome; l'unità entrò ufficialmente in servizio il 26 maggio 1944 venendo assegnata alla 26th Destroyer Flotilla della Home Fleet e svolgendo quindi esercitazioni e lavori di messa a punto a Scapa Flow. In agosto il cacciatorpediniere fu schierato nel teatro dell'Artico, facendo da scorta ai gruppi di portaerei britannici impegnati a condurre incursioni contro le basi e il traffico navale tedesco lungo la costa della Norvegia; il 17 settembre invece il Volage fu parte della scorta del "convoglio artico" JW 60 diretto a Murmansk, scortando a fine mese il convoglio RA 60 diretto a Loch Ewe in senso inverso. Tra il 14 e il 26 ottobre l'unità tornò invece a scortare i gruppi da battaglia della Royal Navy impegnati in incursioni lungo la costa norvegese, venendo quindi messo in cantiere a Leith per lavori di manutenzione tra novembre e dicembre.
Rientrato in servizio all'inizio del gennaio 1945, il Volage fu assegnato alla Eastern Fleet britannica impegnata nel teatro dell'Oceano Indiano contro le forze giapponesi, raggiungendo quindi Ceylon alla fine del mese; il 24 febbraio il cacciatorpediniere scortò una formazione di portaerei diretta a compiere una missione di ricognizione all'imboccatura dello stretto di Malacca, bombardando al ritorno postazioni giapponesi nelle isole Andamane. Il 14 marzo, insieme ai cacciatorpediniere HMS Saumarez e HMS Rapid, il Volage condusse una ricognizione dello stretto di Malacca, bombardando al ritorno installazioni ferroviarie a Sigli sull'isola di Sumatra il 17 marzo e quindi pattugliando le acque delle isole Nicobare all'infruttuosa ricerca di navi nemiche; il 19 marzo i tre cacciatorpediniere diressero su Port Blair nelle Andamane, ingaggiando un serrato duello con le postazioni di artiglieria giapponesi a terra: rimasto con parte dell'apparato motore fuori uso a causa di un guasto, il Volage fu raggiunto da alcuni colpi accusando danni oltre a tre morti e otto feriti tra l'equipaggio, dirigendo su Akyab per le riparazioni.
Il 25 marzo il Volage salpò in squadra con i cacciatorpediniere Saumarez, HMS Virago e HMS Vigilant per condurre missioni di interdizione al traffico nemico tra la Malesia e le Andamane; il 26 marzo la formazione attaccò un convoglio giapponese composto da due cacciasommergibili e quattro mercantili diretto alle Andamane, affondando tutti i cargo dopo un lungo conflitto a fuoco e con il concorso di bombardieri alleati: il Volage recuperò 52 naufraghi giapponesi e li condusse a Trincomalee. Dopo aver svolto missioni di pattugliamento anti-sommergibili nell'Oceano Indiano, in maggio il Volage raggiunse Durban in Sudafrica per sottoporsi a lavori di manutenzione e potenziamento degli apparati radar e sonar, protrattisi fino all'inizio di luglio. La nave fu destinata alla progettata operazione Zipper, un'invasione anfibia della Malesia, ma la resa del Giappone il 15 agosto portò alla cancellazione dell'operazione e il Volage partecipò invece alla pacifica rioccupazione britannica di Penang e Port Dickson all'inizio di settembre.

### Il dopoguerra

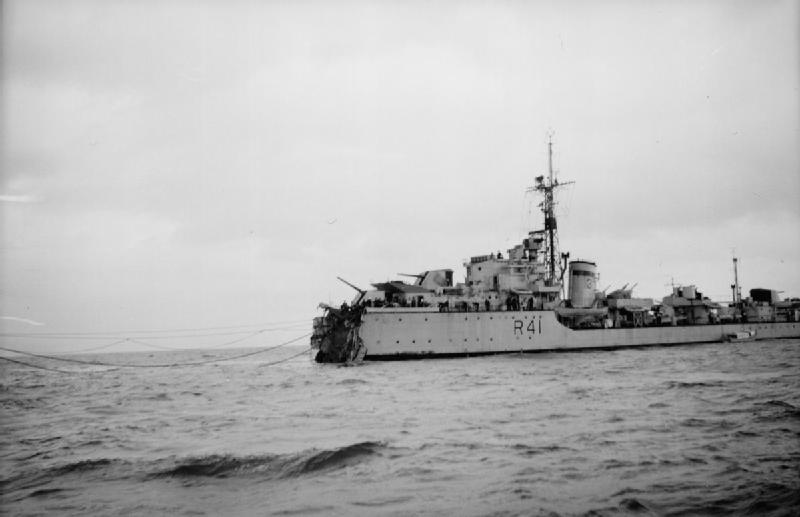
Il Volage, privo della prua, dopo aver fatto detonare una mina nel canale di Corfù il 22 ottobre 1946.

Il Volage rimase schierato a Trincomalee fino alla fine del 1945, quando rientrò nel Regno Unito. Riassegnato in forza alla 3rd Destroyer Flotilla di base a Malta, il cacciatorpediniere operò quindi con la Mediterranean Fleet nel bacino del mar Mediterraneo. Il 22 ottobre 1946 il Volage fu coinvolto negli eventi dell'incidente del canale di Corfù: mentre transitava nel canale di Corfù insieme a una formazione navale britannica, una mossa diplomatica decisa dal governo di Londra per riaffermare la libera navigabilità dello stretto negata invece dal nuovo governo comunista insediato nella vicina Albania, il cacciatorpediniere e il pari tipo Saumarez entrarono in un campo minato non segnalato facendo detonare una mina ciascuno; entrambe le unità subirono danni gravissimi oltre a 44 morti e 42 feriti tra i due equipaggi. Il Volage si vide staccare di netto la prua dall'esplosione, ma riuscì a rifugiarsi a Corfù dopo notevoli sforzi; la nave fu poi rimorchiata a Malta per svolgere lavori di riparazione d'emergenza, per rientrare quindi nel Regno Unito nel 1949.
Posto in riserva, tra il 1952 e il 1953 il Volage fu ricostruito come fregata anti-sommergibili della nuova classe Type 15, rientrando in servizio nel 1954 ma venendo impiegato solo come unità per l'addestramento in forza al Dartmouth Training Squadron di Dartmouth. La nave fu radiata dal servizio attivo nel 1956, e lo scafo fu quindi impiegato dal 1964 a Portsmouth come unità d'addestramento statica per le esercitazioni dei Royal Marines fino al 28 ottobre 1972, quando fu venduto per la demolizione alla British Iron & Steel Corporation.